# Asiriología

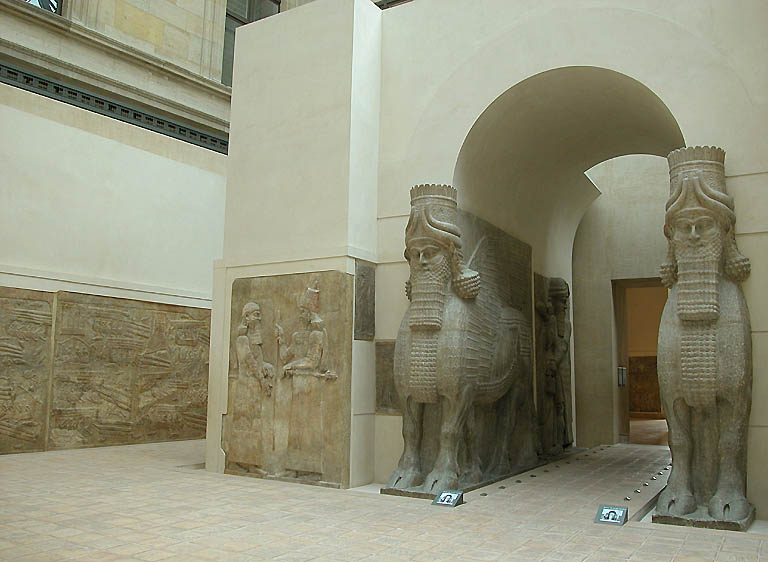
Puerta de Khorsabad.

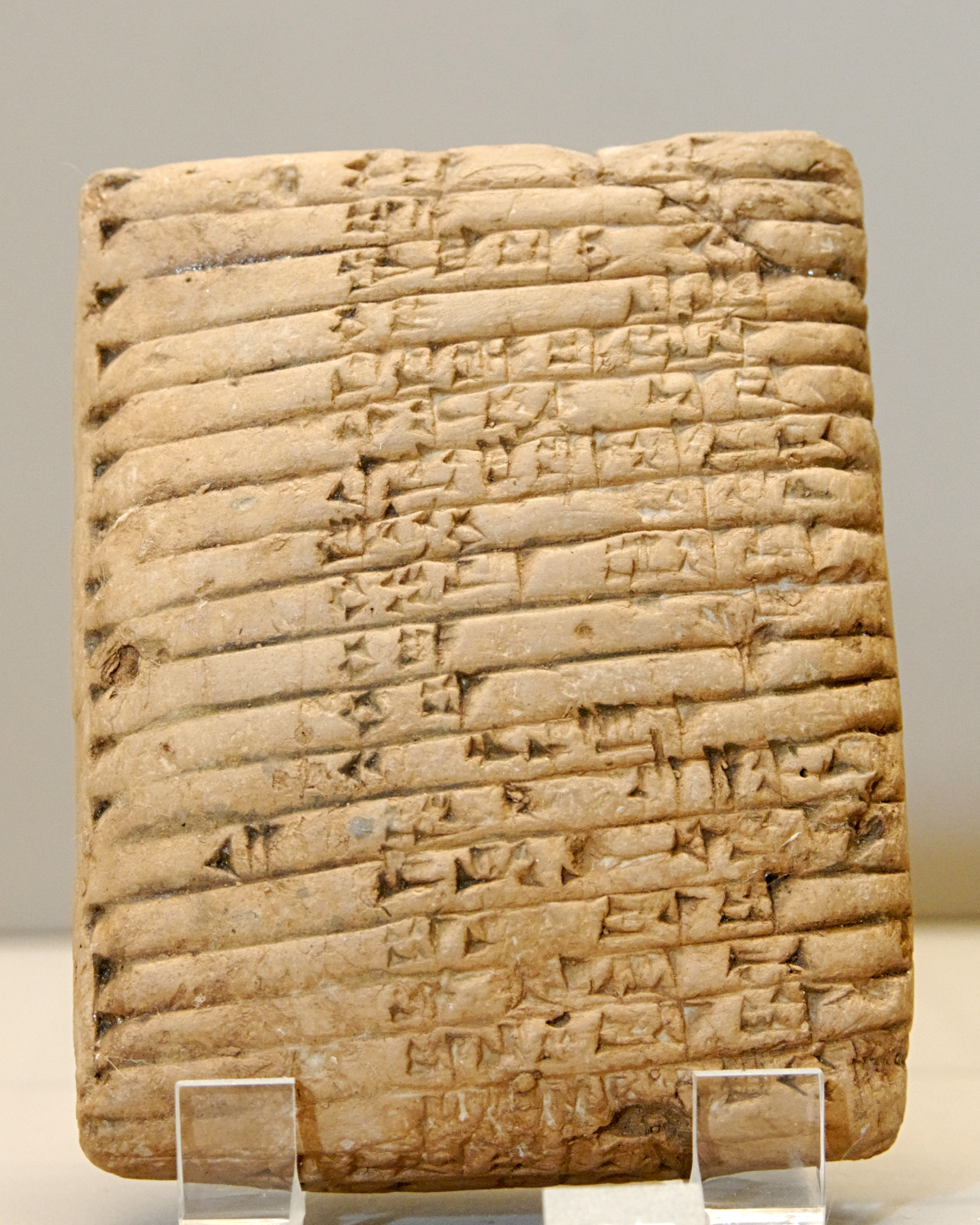
Lista de los reyes de Awan y Siwashi, tablilla de arcilla con inscripciones cuneiformes en lengua acadia, hallada en el palacio de Susa (Imperio persa).

La asiriología (del griego Ἀσσυρίᾱ, Asiria y -λογία, estudio) es uno de los llamados estudios clásicos: el estudio arqueológico, histórico y filológico de las culturas del Antiguo Próximo Oriente que usaban la escritura cuneiforme y la lengua acadia y sus dialectos. Otras lenguas como el sumerio, el elamita, el hitita, el hebreo y el arameo también son estudiadas por los asiriólogos, especialmente con fines comparativos.
Los estudios asiriológicos se centran especialmente en Mesopotamia: no solo en Asiria (su zona septentrional), sino también en Babilonia (su zona central) y en Sumeria (su zona meridional, donde apareció inicialmente la civilización); de forma que también se usa muy habitualmente el término sumeriología.
Además de los testimonios indirectos, procedentes de la literatura bíblica y grecorromana, la principal fuente documental para la asiriología o sumeriología es el gran número de tablillas cuneiformes halladas en los yacimientos arqueológicos de la región.
El estudio de las primeras ciudades de la región (y del mundo), como Ur, es de un valor incalculable para entender el nacimiento y desarrollo de fenómenos centrales para la historia humana, como el proceso de urbanización, la escritura, la ciencia y la técnica, la religión, el poder político y la guerra.